# Demain et tous les autres jours
Pour plus de détails, voir Fiche technique et Distribution.
Demain et tous les autres jours est un film français réalisé par Noémie Lvovsky, sorti en 2017.
Il est présenté hors compétition sur la Piazza Grande au Festival international du film de Locarno 2017.

## Synopsis
Mathilde est une petite fille de neuf ans qui vit seule avec sa mère, elle s'entretient cependant fréquemment au téléphone avec son père avec qui elle cultive une tendre complicité. Ce dernier n'a pas la garde de l'enfant pour des raisons obscures, d'autant plus que la mère est atteinte d'une douce folie que Mathilde doit gérer au jour le jour. 
Un jour, la mère de Mathilde lui offre une cage avec une petite chouette chevèche. D'une façon surnaturelle, la chouette prend la parole et devient la confidente de l'enfant qui est la seule à l'entendre. Armée d'une grande compassion pour sa mère et d'une maturité précoce, Mathilde échafaude des plans rocambolesques, avec l'aide de la chouette, pour faire coïncider la vie normale avec les situations improbables dans lesquelles la précipite sa mère.

## Fiche technique
- Titre français : Demain et tous les autres jours
- Réalisation : Noémie Lvovsky
- Scénario : Noémie Lvovsky et Florence Seyvos
- Producteurs : Jean-Louis Livi et Sidonie Dumas
- Sociétés de production : F comme Film et Gaumont
  - Production associée : Pyramide Distribution (Francis Boespflug) et Ciné@ (Philippe Carcassonne)
  - Association : SOFICA Cofinova 12
- Pays de production :  France
- Dates de sortie :
  - Suisse : 2 août 2017 (Festival international du film de Locarno 2017)
  - France : 27 septembre 2017

## Distribution
- Luce Rodriguez : Mathilde Zasinger
- Noémie Lvovsky : madame Zasinger, la mère
- Mathieu Amalric : le père de Mathilde
- Micha Lescot : la chouette (voix)
- Elsa Amielas : madame Escoffier, l'institutrice de Mathilde
- Anaïs Demoustier : Mathilde adulte
- India Hair : la psychologue scolaire
- Julie-Marie Parmentier : madame Lesieur
- Francis Leplay : monsieur Lesieur

## Accueil

### Accueil critique
En France, l'accueil critique est positif : le site Allociné recense une moyenne des critiques presse de 3,3/5, et des critiques spectateurs à 3,1/5. 